# 호세피그미날다람쥐
호세피그미날다람쥐(Petaurillus hosei)는 다람쥐과에 속하는 설치류의 일종이다. 학명과 일반명은 동물학자 호세(Charles Hose)의 이름에서 유래했다. 말레이시아의 토착종이다.

## 특징
호세피그미날다람쥐는 세계에서 가장 작은 날다람쥐의 하나로 꼬리 길이 6.2~9.8cm를 제외한 몸길이가 6.8~8.9cm이다.

## 생태
야행성 동물로 울창한 딥테로카르푸스 숲에서 서식한다. 먹이는 식물 씨앗과 열매이다.

## 분포 및 서식지
말레이시아 사라왁주 동부 지역과 브루나이 해안과 보르네오섬 북서부 지역의 열대 우림에서만 발견된다.